# Castel Ritaldi
Castel Ritaldi là một đô thị ở Tỉnh Perugia trong vùng Umbria, có khoảng cách khoảng 40 km về phía đông nam của Perugia. Tại thời điểm ngày 31 tháng 12 năm 2004, đô thị này có dân số 3.134 người và diện tích là 22,5 km².
Castel Ritaldi giáp các đô thị: Giano dell'Umbria, Montefalco, Spoleto, Trevi.